# Gornja arterija štitaste žlijezde
Gornja arterija štitaste žlijezde (lat. arteria thyroidea superior) je krvna žila, ogranak vanjske arterije glave (lat. arteria carotis externa), koja opskrbljuje arterijskom krvlju štitnu žlijezdu, te okolne strukture.
Gornja arterija štitaste žlijezde polazi o vanjske arterije glave u razini velikog roga jezične kosti, ispred prednjeg ruba prsnoključnosisastog mišića (lat. m. sternocleidomastoideus). Polazi ravno do karotidnog trokuta, a prekrivena je plosnatim mišićem (lat. platysma), fascijom i kožom. Lukom ulazi ispod ramenopodjezičnog mišića (lat. m. omohyoideus), prsnopodjezičnog mišića (lat. m. sternohyoideus) i prsnoštitastog mišića (lat. m. sternothyreoideus).
U svome tijeku arterija se kod doštitne žlijezde grana, daje brojne ogranke za okolne mišiće, 
a pred štitnom žlijezdom brojni ogranci anastomoziraju s ogranicima iste arterije suporotne strane, te s ograncima donje arterije štitaste žlijezde (lat. arteria thyroidea inferior)
Ostali ogranci: 
- lat. arteria laryngea superior
- lat. ramus cricothyroideus
- lat. ramus infrahyoideus
- lat. ramus sternocleidomastoideus